# Гауенштайн (Рейнланд-Пфальц)
Гауенштайн (нім. Hauenstein) — громада в Німеччині, розташована в землі Рейнланд-Пфальц. Входить до складу району Південно-Західний Пфальц. Центр об'єднання громад Гауенштайн.
Площа — 13,91 км2. Населення становить 3971 ос. (станом на 31 грудня 2020).

## Галерея

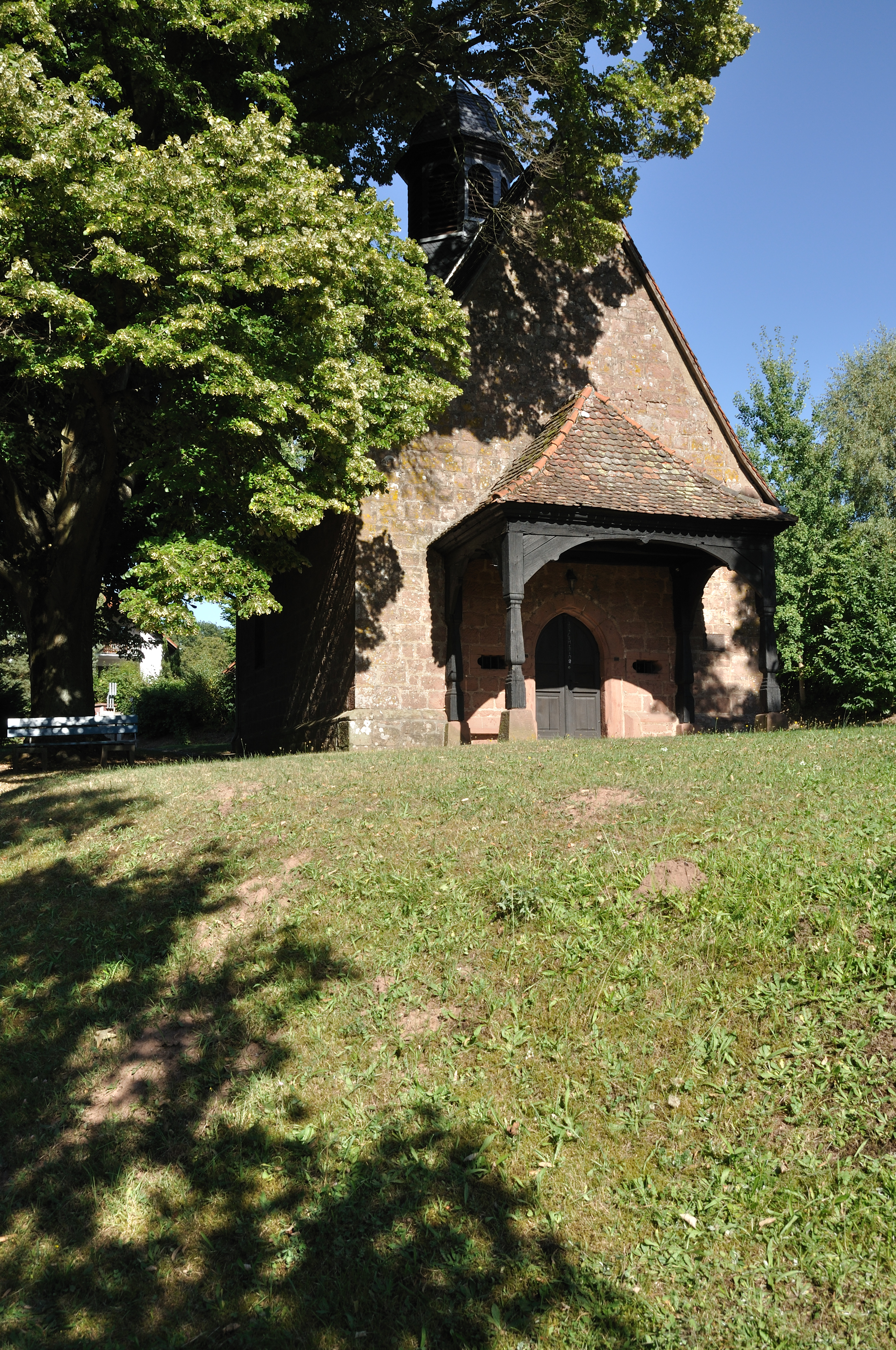
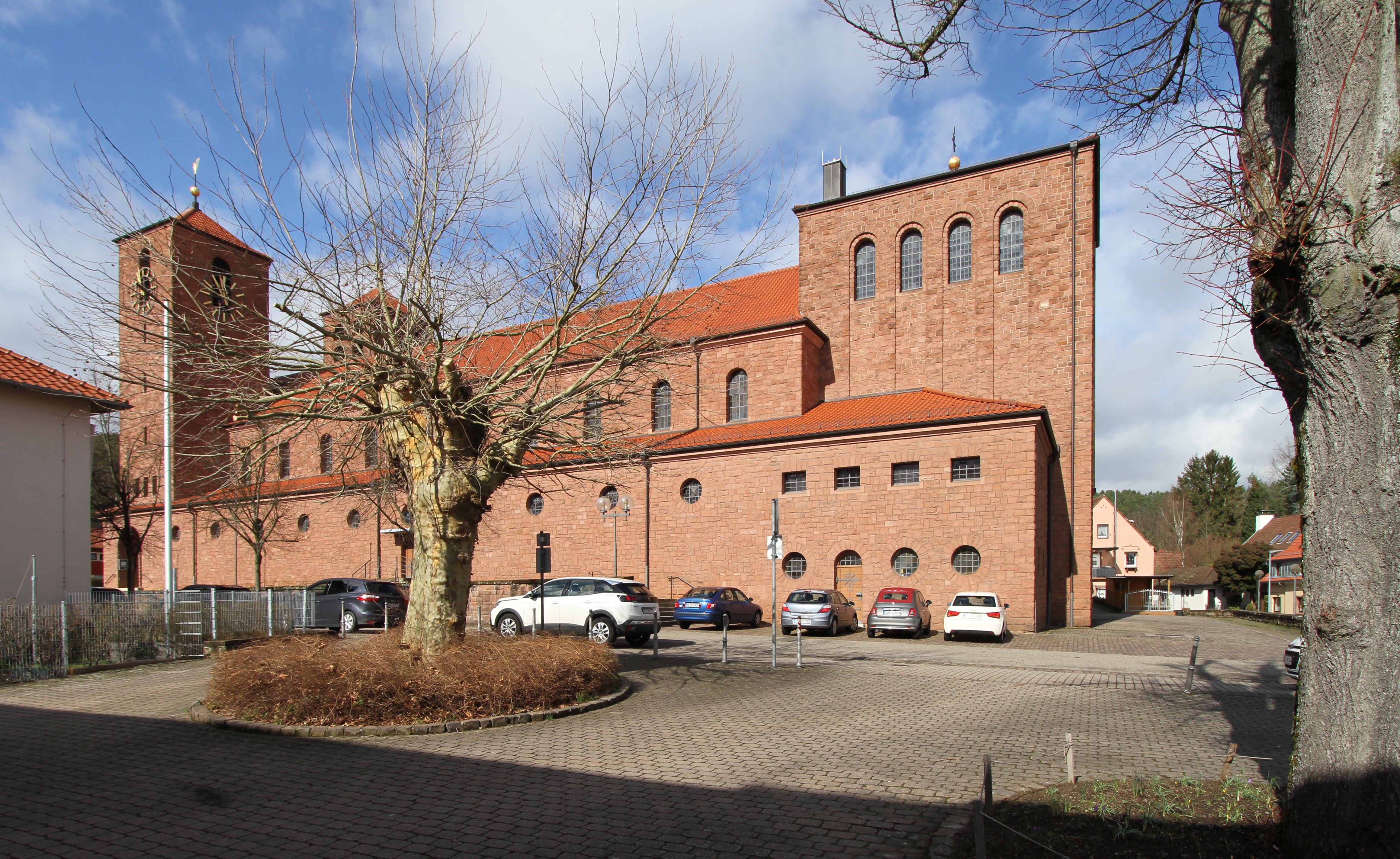
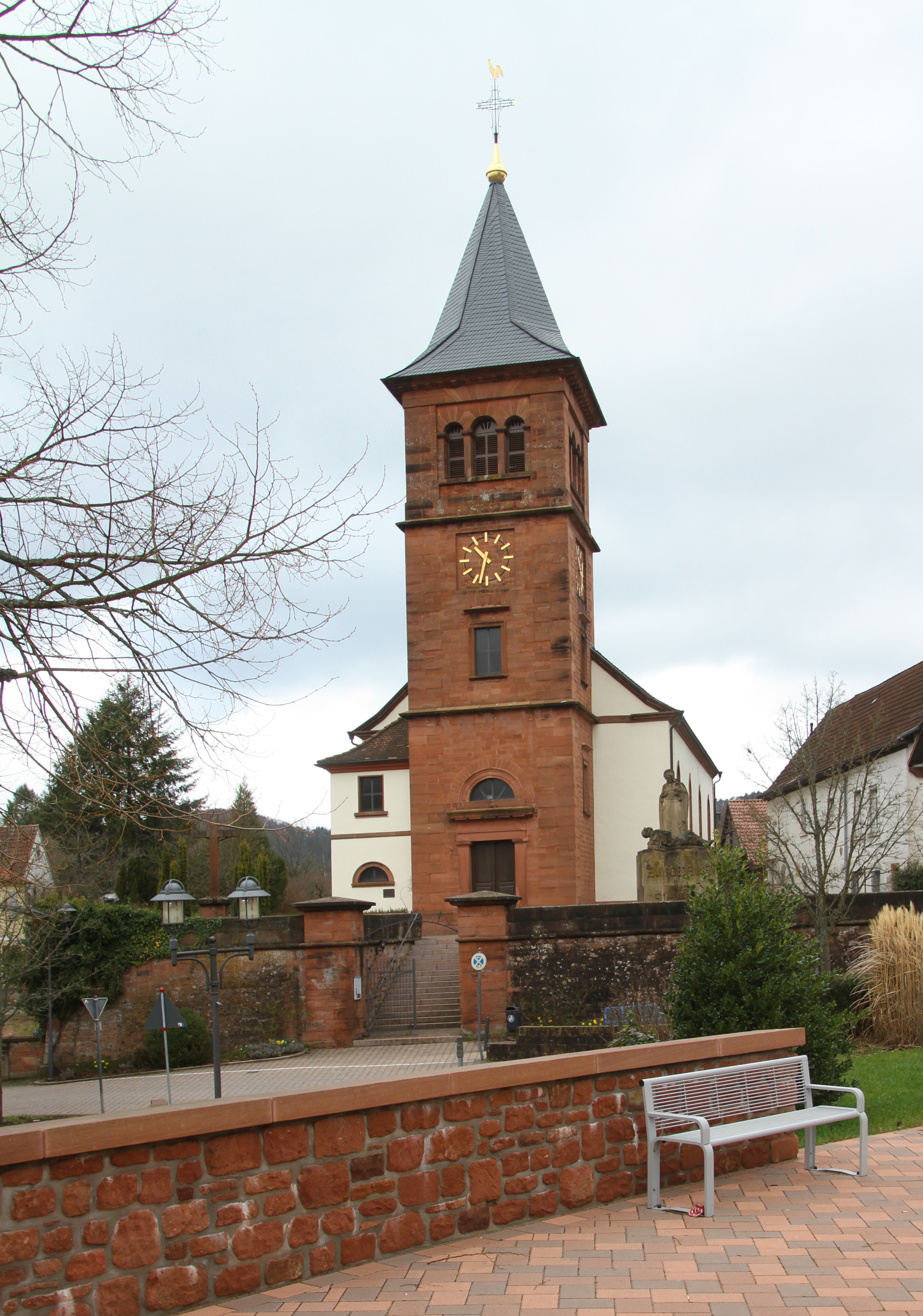
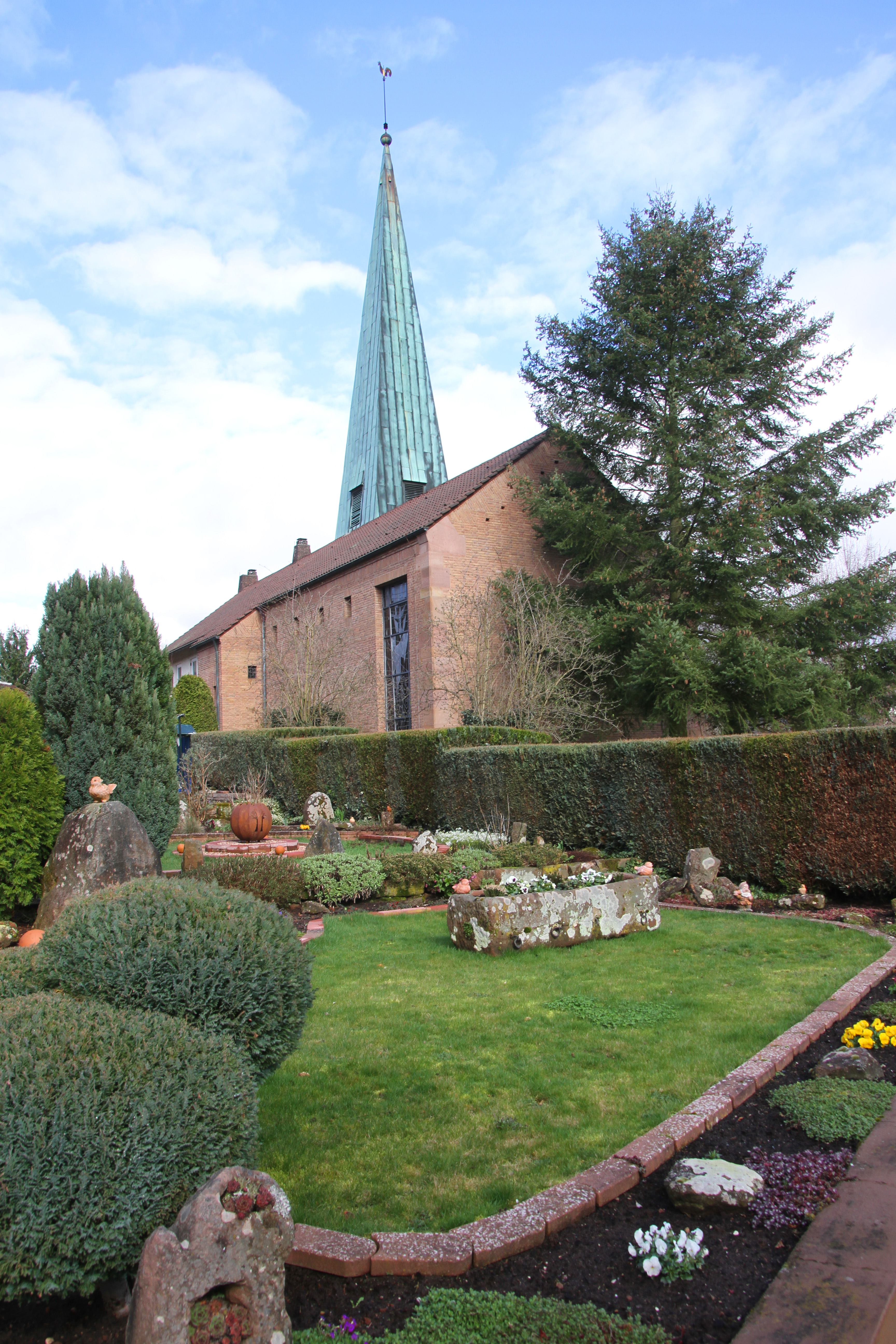
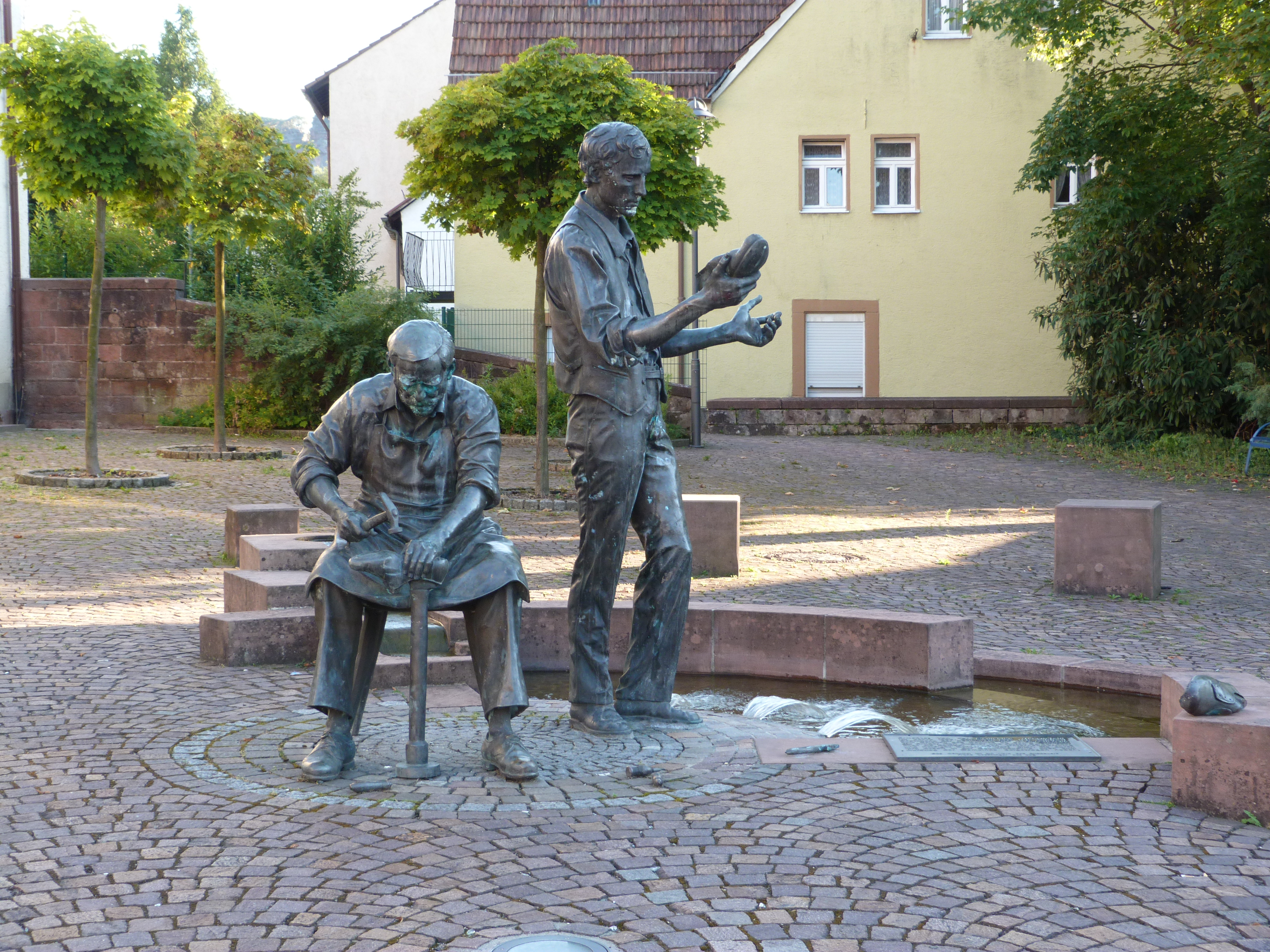